# Emeterio Arrese
Emeterio Arrese (Tolosa, Guipúscoa, 1869- 1954) va ser un poeta en èuscar. Estudià als Escolapis de Tolosa. Home d'idees esquerranes. Poeta líric, postromàntic. Va ser amic de Pedro María Otaño (1857-1910) un bertsolari molt conegut. La seva lírica és de gust popular. Passà molt de temps a l'estranger principalment a l'Havana i Saint Louis de Missouri. Es va dedicar també a difondre l'esport de la pilota basca. Es diu que va travessar l'Atlàntic 44 vegades.

## Obra
- Nere bidean (1913, E. López)
- Olerki Berrizte (1952, Itxaropena)
- Txindor (1928, Leizaola)
- Sentierak (1900), llibret de l'òpera d'Eduardo Mocoroa.